# Boris III
Vous lisez un « article de qualité » labellisé en 2007.
Pour les articles homonymes, voir Boris.
Boris III, né le 30 janvier 1894 à Sofia (Bulgarie) et mort le 28 août 1943 dans la même ville, de son nom bulgare complet Борис Клемент Роберт Мария Пий Луи Станислав Ксавие Сакскобургготски (Boris Klement Robert Maria Pie Louis Stanislav Ksavie Sakskoburggotski, en français Boris Clément Robert Marie Pie Louis Stanislas Xavier de Saxe-Cobourg-Gotha), a été roi des Bulgares du 3 octobre 1918 au 28 août 1943.
Monarque extrêmement populaire en Bulgarie, Boris III est l’un des personnages clés des Balkans durant l’entre-deux-guerres et la Seconde Guerre mondiale.
Fils aîné du roi Ferdinand Ier, il accède prématurément au trône après l’abdication de son père qui venait d’entraîner la Bulgarie dans le camp des vaincus de la Première Guerre mondiale. Assumant ces erreurs, il reprend à l’âge de vingt-quatre ans un État ruiné au bord du chaos, meurtri par les rivalités entre extrémistes de gauche et de droite. Malgré ses efforts pour stabiliser la vie politique de son pays, Boris est impuissant face à l'autoritarisme de ses présidents du Conseil, Aleksandăr Stamboliski puis Aleksandăr Cankov.
Philanthrope, Boris effectue de nombreux voyages au sein de son pays pour venir en aide à ses sujets les plus démunis. Il se rend également de nombreuses fois à l’étranger pour tenter de rétablir la considération que son pays avait perdue. C’est au cours d’un de ces voyages qu’il rencontre la princesse Jeanne d'Italie, qu’il épouse en 1930.
En 1934, la dépression économique et les luttes politiques entraînent un coup d’État militaire organisé par les officiers du Zveno qui instaurent un régime dictatorial et prévoient l’instauration d’une république. Boris, qui jusque-là est resté à l’écart du pouvoir, parvient, à l’aide de manœuvre politique, à chasser en 1935 les conspirateurs. Cependant, pour éviter une nouvelle crise politique il instaure, pour une période indéterminée, une dictature personnelle.
Hostile aux méthodes brutales des régimes totalitaires, Boris essaie vainement de se rapprocher des démocraties occidentales qui, indifférentes, le poussent à poursuivre ses relations commerciales avec l'Allemagne nazie et rendent son pays dépendant de cette dernière. Toutefois, en tant que pacifiste convaincu, Boris tente de garder tout au long des événements de la Seconde Guerre mondiale une position neutre ; mais en 1941 l’armée allemande, stationnée à la frontière bulgare, contraint Boris à adhérer au Pacte tripartite. Malgré cette alliance officielle, il refuse toujours de participer militairement au conflit et, partageant le sentiment populaire, refuse de déporter les juifs bulgares. Deux semaines après une entrevue avec Adolf Hitler, il meurt de façon inopinée et mystérieuse en 1943. Son fils Siméon II lui succède.

## Sous l’aile d'un père autoritaire

### Un baptême controversé
Le 30 janvier 1894, à cinq heures et dix-huit minutes du matin, le prince régnant de Bulgarie Ferdinand Ier et son épouse Marie-Louise de Bourbon-Parme annoncent par cent-un coups de canon la naissance de leur premier fils, Boris, prince de Tarnovo.
Cette naissance arrive au milieu du contexte politique complexe que traverse, à l'époque, la Bulgarie : celle-ci est alors une jeune principauté orthodoxe, vassale de l'Empire ottoman musulman, ayant pour souverains, Ferdinand et Marie-Louise, deux fervents catholiques. La religion tient donc une importance primordiale dans la région[réf. nécessaire].
La Bulgarie fait également office de poudrière car ses relations avec la Russie orthodoxe sont très mauvaises ; les tsars russes n'aiment pas Ferdinand, fils d'un prince allemand allié à l'Angleterre et d'une mère française (Clémentine d'Orléans), officier autrichien de surcroît, qui fut élu prince par une assemblée bulgare anti-russe.
Aussi, bien que son fils Boris ait déjà reçu le baptême catholique, Ferdinand songe sérieusement à le convertir à l'orthodoxie. Un baptême dans cette religion lui permettrait de se rapprocher davantage de son peuple.
Néanmoins, une telle décision n'est pas sans risque car l'Europe catholique est sous le choc en apprenant la nouvelle. Le pape Léon XIII menace le prince des Bulgares d'excommunication, l'empereur François-Joseph d'Autriche de guerre et la très pieuse Marie-Louise s'y oppose catégoriquement. Ferdinand hésite donc encore un peu, mais la raison d'État l'emporte. Le 15 février 1896, Boris est converti au rite orthodoxe et le tsar Nicolas II (qui a succédé à Alexandre III et a épousé une petite-fille de la reine Victoria du Royaume-Uni) devient son parrain. Ferdinand est alors excommunié, et son épouse, outrée et honteuse, décide de partir quelque temps avec leur second fils, le prince Cyrille, baptisé catholique.

### Une éducation stricte

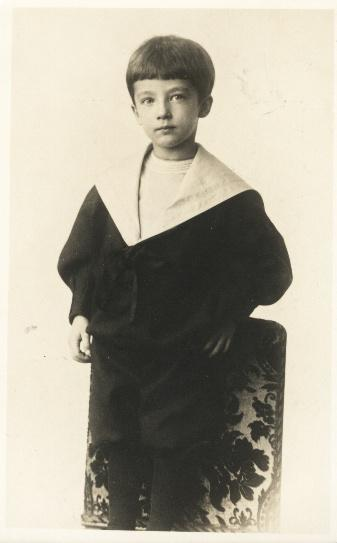
Boris âgé d'environ cinq ans.

Le 31 janvier 1899, au lendemain de la naissance de sa seconde sœur, la princesse Nadejda, Boris perd sa mère. Son éducation est alors confiée à sa grand-mère paternelle, la princesse Clémentine d'Orléans, fille du roi des Français Louis-Philippe Ier, âgée de quatre-vingt-deux ans. Cependant, celle-ci meurt à son tour le 16 février 1907. Son père décide alors de prendre en main son éducation.
Il désigne comme précepteur un pédagogue suisse romand, choisit personnellement tous ses professeurs et exige une instruction des plus strictes. Le jeune Boris étudie avec ferveur toutes les disciplines enseignées dans les écoles bulgares et apprend en complément le français et l'allemand qu’il maîtrise avec une grande aisance ; il apprend par la suite, l'italien, l'anglais et même l'albanais. De nombreux officiers viennent aussi au palais pour parfaire son éducation militaire[réf. nécessaire].
Son père l'initie surtout aux sciences de la nature. Pris de passion, Boris ne cesse de les étudier tout au long de sa vie, devenant un véritable expert. Ferdinand lui transmet également sa passion pour la mécanique et, tout particulièrement, celle des locomotives. En septembre 1910, alors qu'il n'a que quinze ans, Boris passe les examens pour être mécanicien des chemins de fer.
Toutefois, la vie au palais n'est pas facile pour le jeune Boris. Son père, ou plutôt le « monarque » comme les enfants l'appellent entre eux, est un homme autoritaire, compliqué et violent. D'une attitude hautaine et méprisante, il lui arrive souvent, par le biais de remarques sarcastiques, de pousser au bord des larmes les membres de sa famille. Hors des cérémonies et réceptions officielles, Boris n'est en contact ni avec le monde, ni avec le peuple bulgare. La vie au palais, que le jeune prince surnomme la « prison », n'est donc ni simple, ni facile, ni gaie.

### Le témoin de grands événements

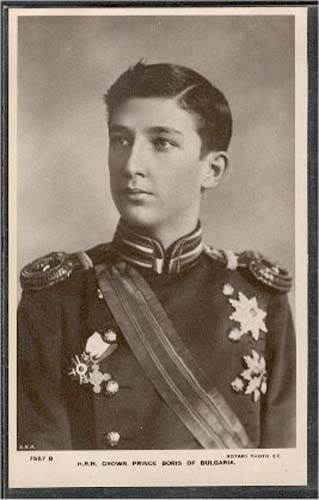
Boris de Bulgarie, jeune homme.

Le 22 septembre 1908, profitant d'une crise politique de l'Empire ottoman, Ferdinand prend le titre de tsar et déclare l'entière indépendance de la Bulgarie.
À partir de 1911, Boris parvient à s'émanciper de l'autorité paternelle grâce à des voyages à l'étranger où il fait enfin connaissance avec le monde et les hommes. Ces voyages marquent également le début de son entrée sur la scène internationale. Ainsi, la même année, il se rend au couronnement de son cousin George V à Londres et aux funérailles de la reine Maria-Pia de Portugal à Turin, où il prend contact avec le monde des têtes couronnées et chefs d'État. Le 1er septembre 1911, en visite chez son parrain le tsar Nicolas II, Boris est témoin du meurtre du Premier ministre russe Piotr Stolypine, assassiné sous ses yeux à l'opéra de Kiev.
En janvier 1912, Boris fête ses dix-huit ans et devient majeur. Jusque-là, il pratiquait les deux religions, catholique et orthodoxe ; mais désormais il n'est plus qu'orthodoxe. Ce même mois, il devient également capitaine et chef de compagnie du 6e régiment. Neuf mois plus tard débute la première guerre des Balkans où Serbes, Grecs, Monténégrins et Bulgares s'unissent contre l'Empire ottoman pour libérer la Macédoine. Attaché à l'état-major, Boris n'hésite pas à rejoindre les soldats en premières lignes.
Sortis victorieux de la guerre, la Bulgarie et ses alliés n'arrivent pas à s'entendre sur le partage. La Bulgarie, exaspérée, décide alors d'attaquer ses anciens alliés en 1913, provoquant ainsi la deuxième guerre balkanique, qui se conclut par un véritable désastre, les armées bulgares se faisant décimer par le choléra. Boris, témoin des horreurs de cette débâcle, devient par la suite un pacifiste convaincu.
À la suite de ce fiasco militaire, l'abdication de Ferdinand paraît inévitable. On pousse Boris à quitter le palais, à se réfugier au sein de l'armée pour se désolidariser et se préparer à monter sur le trône. Cependant, ce dernier refuse et réplique : « Je ne tiens pas à régner, si le monarque s'en va, je partirai avec lui ». Ferdinand n'abdique pas et Boris est envoyé à l'École supérieure de guerre, où il est traité au même titre que les autres élèves officiers.
En 1915, Ferdinand, dans un esprit de revanche, décide d'engager la Bulgarie dans la Première Guerre mondiale auprès des empires centraux. Boris émet une protestation contre cette décision. Impitoyable, le roi fait mettre le jeune prince aux arrêts pendant quelques jours ; puis le prince héritier est nommé officier en mission spéciale auprès du quartier général de l'armée bulgare. Sa mission consiste, en grande partie, à veiller à la bonne exécution des opérations et à la bonne coordination des différents fronts. À ce poste, il se rend régulièrement dans les tranchées où il se lie d'amitié avec de nombreux officiers, pratiquant la plus franche et la plus aimable camaraderie.

## Un début de règne agité

### BorisIII, roi des Bulgares
Sous le règne de Ferdinand Ier, la Bulgarie essuie d'importants échecs militaires :
- la Seconde Guerre balkanique, qui aboutit au traité de Bucarest, où la Bulgarie doit céder de nombreux territoires à ses voisins et leur payer d'importantes réparations[25] ;
- la Première Guerre mondiale, qui se solde de la même façon lors du traité de Neuilly, avec la perte de divers territoires — notamment l'accès à la mer Égée — et de fortes indemnités à verser aux pays vainqueurs[26].

La population gronde et les vainqueurs exigent l'abdication de Ferdinand. Le monarque s'exécute en faveur de son fils et s'exile avec ses autres enfants à Cobourg, sa ville natale. C'est ainsi que Boris accède le 3 octobre 1918 au trône en prenant le nom de Boris III.
Le règne du nouveau tsar commence sous de sombres auspices. Isolé de sa famille, il ne revoit ses deux sœurs qu'à la fin de 1921, et son frère Cyrille en 1926. Les mauvaises récoltes de 1917 et de 1918, les rationnements et l'occupation étrangère provoquent la poussée des partis d'extrême gauche : l'Union agrarienne et le Parti communiste[réf. nécessaire]. Pourtant, de tous les États vaincus en 1918, seule la Bulgarie demeure une royauté.

### Impuissant devant les régimes autoritaires

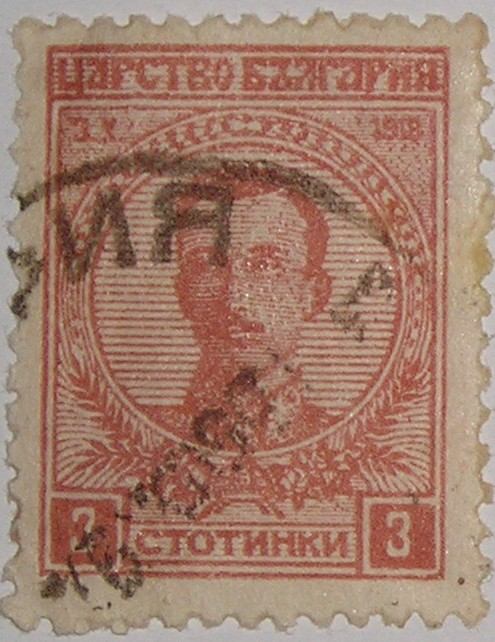
Timbre bulgare émis en 1919 pour le premier anniversaire du couronnement du roi Boris III.

Le 6 octobre 1919, un an après l'avènement de Boris III, les élections législatives amènent au pouvoir l'Union agrarienne, forçant le tsar à nommer son dirigeant, Aleksandăr Stamboliski, au poste de président du Conseil. Très populaire dans la paysannerie, encore largement dominante à l'époque, le Premier ministre affiche clairement son hostilité à la monarchie. Rapidement, le président du Conseil installe une dictature paysanne, et s'attire l'hostilité des classes moyennes et des militaires.
À force de côtoyer Stamboliski, le tsar noue avec lui un véritable « sentiment de respect ». Il tente de le raisonner en le prévenant que ses exubérances ne font qu'excéder la population aisée, mais ce dernier lui rappelle que le roi règne mais ne gouverne pas. Il confie alors à ses proches : « Je me trouve dans la situation du propriétaire d'un magasin de verrerie, où l'on a introduit un éléphant. Je dois sans répit déblayer les débris et supporter les dégâts ».
Finalement, le 9 juin 1923, un putsch militaire est perpétré et parvient à renverser le gouvernement agrarien. Un des protagonistes du coup d'État bulgare de 1923, Aleksandăr Cankov, met alors en place un nouveau gouvernement autoritaire.
Avec ce gouvernement, débute une période de très grande instabilité dans le pays. Le 23 septembre 1923, une insurrection d'obédience communiste échoue ; commence alors une « terreur blanche » où terrorisme et contre-terrorisme font environ vingt mille victimes. On décompte en 1924, deux cents assassinats politiques. Selon la légende, en 1925, l'intellectuel anarchiste Georges Chéïtanov est exécuté et sa tête exposée sur un plateau.
Sur ces entrefaites, la Grèce déclare la guerre à la Bulgarie en 1925. Malgré l'intervention de la Société des Nations, la situation intérieure reste très précaire dans le pays.

### Les deux attentats
Le 13 avril 1925, Boris III et quatre de ses compagnons rentrent d'une excursion de chasse au col d'Arabakonak, près de la petite ville d'Orhanié. Alors qu'ils sont sur le chemin du retour, de nombreux coups de fusils se font entendre, son garde-chasse et le préparateur du Musée d'histoire naturelle sont abattus, une balle brise le pare-brise et blesse le chauffeur. Boris tente alors de reprendre le contrôle du véhicule, mais celui-ci s'écrase contre un poteau électrique. Par chance, un autocar passe ; le roi et ses deux amis encore en vie arrivent à s'enfuir. Le même jour, l'ancien général et député Konstantin Georgiev est assassiné.
Trois jours plus tard, ont lieu dans la cathédrale Sainte-Nédélia de Sofia les funérailles du général assassiné, auxquelles de nombreux dirigeants bulgares doivent assister. Les communistes et les anarchistes en profitent alors pour poser des bombes dans la cathédrale. Cette fois-ci, l'attentat vise Boris III et le gouvernement. L'explosion a lieu au milieu de la cérémonie et fait cent vingt huit victimes dont le maire de Sofia, onze généraux, vingt-cinq officiers supérieurs, le chef de la police et une classe de jeunes filles. Boris III qui devait y assister, arrive en retard, du fait qu'il se trouvait déjà à l'enterrement de son ami chasseur. L'attentat, en plus d'avoir raté sa cible, est suivi d'une importante vague de répressions de la part des autorités qui arrêtent trois mille cent quatre-vingt quatorze personnes, dont deux cent soixante huit sont condamnées à mort.
Ces complots et ces attentats font partie du risque du « métier », comme l'affirme Boris III. Constamment sur ses gardes, il confie en 1927 à ses proches, être persuadé que six individus payés par Moscou, Prague et Belgrade, sont chargés de le tuer avant le 30 août.

## Un roi populaire

### Un roi au service de son peuple
Depuis son intronisation, Boris a toujours été écarté des affaires de l'État. Il consacre donc la plupart de son temps à ses loisirs tels que compléter sa collection de fleurs sauvages et de papillons ou la mécanique (particulièrement celle des locomotives). Il se met aussi à voyager dans le pays. Il visite villes, villages, usines, exploitations, dort et mange dans les foyers des paysans. Boris noue alors un lien très fort avec la population bulgare.
D'ailleurs, Boris s'illustre à plusieurs reprises dans des faits divers. Lors de l'été 1931, alors que la mer Noire se déchaîne, le roi aux commandes de son canot à moteur, secourt et sauve six personnes de la noyade. Pendant l'automne 1934, alors qu'il part se reposer aux bords de la mer Noire, le train de Boris s'arrête. Inquiet, il accourt vers la machine et trouve le cheminot gravement brûlé par le graisseur automatique des roues qui a pris feu. Homme de sang-froid, il parvient à calmer les passagers paniqués et prend les commandes du train qu'il conduit jusqu'au pont le plus proche. Là, il éteint le feu avec du sable humide, soigne le cheminot et conduit lui-même le train jusqu'au terminus, la ville de Varna.

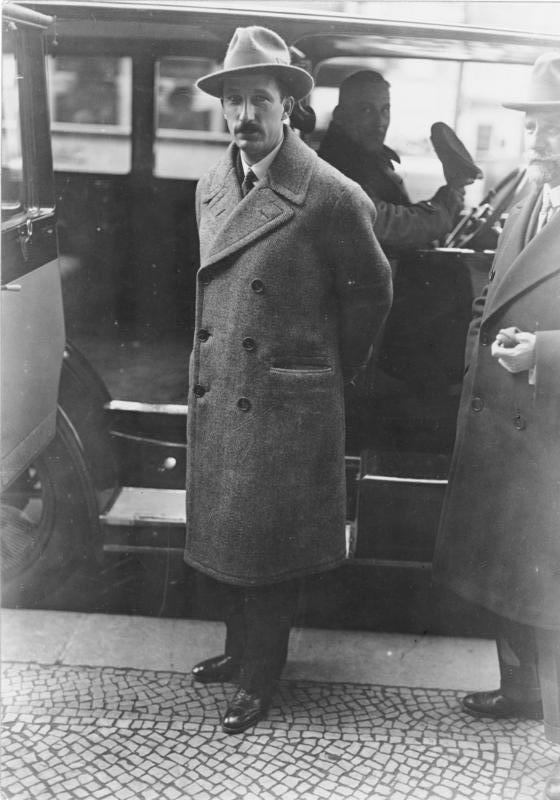
Boris III à Berlin en avril 1929.

En 1926, Boris se rend à l'étranger pour la première fois de son règne et choisit comme premières destinations la Suisse et l'Italie. Jusqu'en 1930, il sillonne l'Europe avec sa sœur la princesse Eudoxie mais, ayant la crainte d'être victime d'un attentat, il voyage sous le pseudonyme de « comte Stanislas Rilski de Varsovie », ne redevenant Boris III que lors des rencontres officielles. Ainsi, il visite la Société des Nations en Suisse, rend visite au président français Gaston Doumergue, au président allemand Paul von Hindenburg, au roi des Belges Albert Ier, au roi d'Italie Victor-Emmanuel III et chasse avec le roi du Royaume-Uni George V. Il rencontre également Albert Einstein et le philosophe Henri Bergson.
Lors de sa première rencontre à Rome avec le Duce Benito Mussolini, Boris lui tient les propos suivants :
« Je vous admire d'avoir réussi à revigorer, réorganiser l'Italie, mais une dictature, un régime totalitaire ne peuvent être que transitoires. Souvenez-vous du mot de Bismarck : on peut tout faire avec des baïonnettes, sauf s'asseoir dessus. Je vous admirerai bien davantage si vous réussissez à en sortir, quand il le faudra, à rentrer dans la légalité ».

### Une reine pour les Bulgares

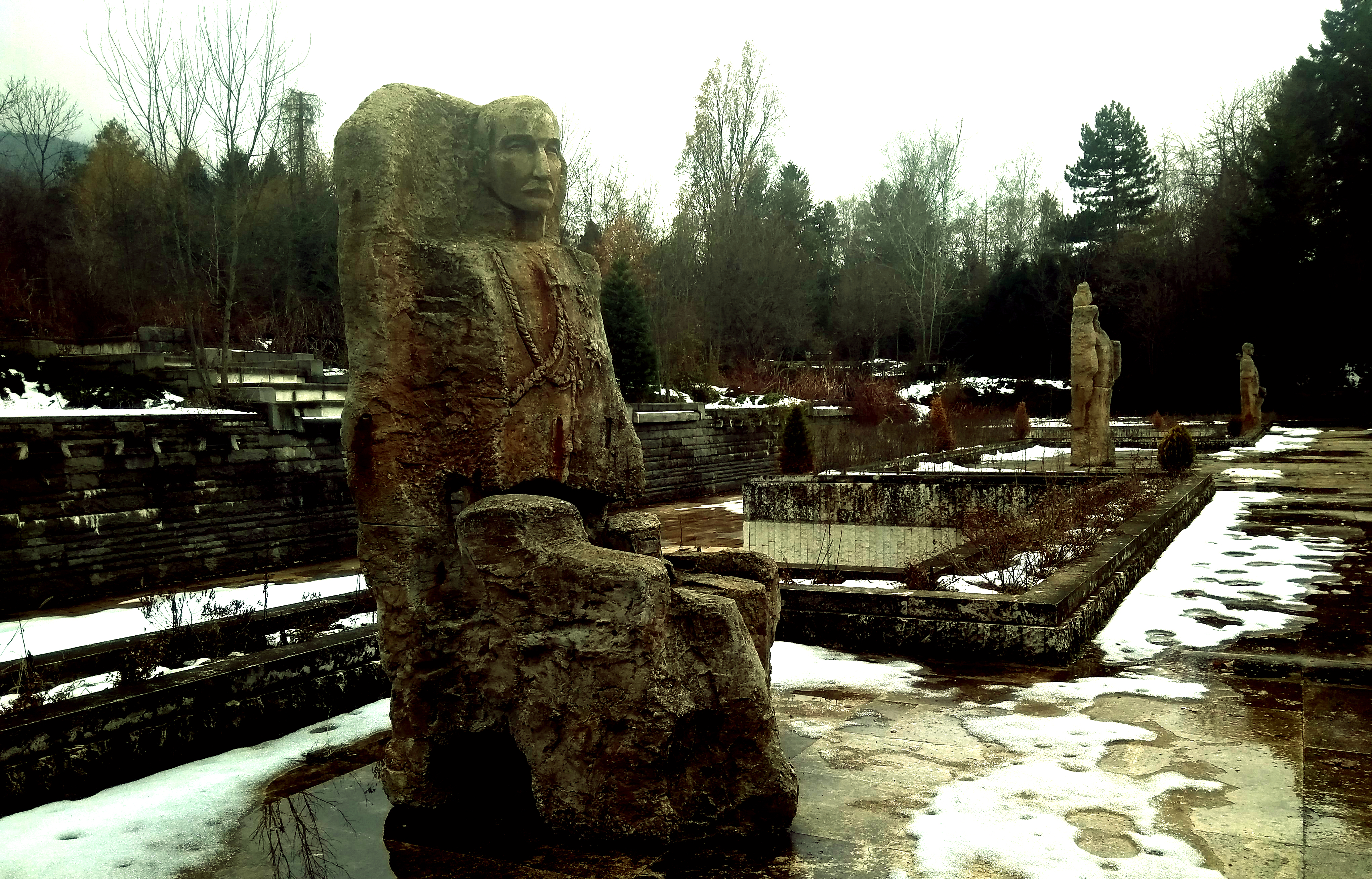
Tsar Boris III, sculpteur Kunyo Novachev, architecte Milomir Bogdanov, 2016.

En 1927, âgé de plus de trente ans, Boris n'est toujours pas marié. En Europe et en Amérique de nombreuses rumeurs circulent au sujet du choix de la future reine. Finalement, au bout de trois ans de recherche dans les nombreuses cours d'Europe, Boris rencontre l'amour en la personne de la princesse Jeanne d'Italie, troisième fille du roi Victor-Emmanuel III et d'Hélène de Monténégro. En janvier 1930, après le mariage du prince héritier Humbert d'Italie, Boris demande la main de Jeanne au roi.
La religion du baptême du futur prince héritier pose cependant problème. En effet, selon la Constitution bulgare, l'héritier du trône doit obligatoirement appartenir à l'Église orthodoxe. Mais pour le pape Pie XI, il est hors de question de bénir ce mariage si toute la progéniture n'est pas baptisée catholique ; pire encore, Jeanne risque l'excommunication. Mais grâce au nonce apostolique en Bulgarie (en), Angelo Roncalli (le futur pape Jean XXIII), Boris arrive à un accord avec le pape.
Le 25 octobre 1930, le mariage catholique est célébré à Assise, suivi de celui orthodoxe, le 9 novembre, à Sofia. Le couple a par la suite deux enfants :
- Marie-Louise de Bulgarie, née le 13 janvier 1933, mariée :

1. en 1957 avec le prince Karl zu Leiningen, dont deux enfants ;
2. en 1969 avec Bronislaw Chrobok, dont deux enfants.

- Siméon II de Bulgarie, né le 16 juin 1937 à Sofia, roi des Bulgares (1943-1946), expulsé du pays le 16 septembre 1946, en exil pendant plus de quarante ans à Madrid, rentré en Bulgarie en 2001, peu avant la victoire de son parti aux élections et sa nomination au poste de ministre-président sous le nom de Simeon Sakskoburggotski[réf. souhaitée].

Le couple royal décide d'un commun accord et contre toute attente de baptiser ses deux enfants selon le rite orthodoxe. Le Vatican proteste et déclare : « Sa Majesté a signé une promesse pour baptiser ses enfants dans le Catholicisme. S'il n'accomplit pas cet engagement, il devra en répondre devant sa propre conscience ». Cependant, Jeanne n'est pas excommuniée[réf. nécessaire].

## Un monarque absolu

### L'ascension au pouvoir
La Bulgarie vit une période difficile. Si la situation intérieure s'est améliorée (avec l'arrêt des attentats), elle doit désormais faire face aux problèmes économiques liés à la Grande Dépression. La production baisse de 40 % et en deux ans le nombre de chômeurs passe à deux cent mille sur une population de sept millions. Le gouvernement élu en 1931, le bloc populaire, déçoit énormément par son inefficacité à redresser la situation. De plus, les élections municipales de 1932 donnent aux communistes la capitale, Sofia. Néanmoins le conseil municipal est rapidement dissout par le gouvernement.
La situation empire de jour en jour. Un groupe d'intellectuels et de militaires, le « Zveno », décide d'effectuer un coup d’État. Le 19 mai 1934, les colonels Damian Veltchev et Kimon Georgiev passent à l'action et Boris est contraint d'accepter le nouveau gouvernement. Ces derniers instaurent une dictature corporatiste qui redresse rapidement le pays, mais se montrent fortement hostiles à la monarchie et prévoient l'instauration d'une république.
Boris décide alors de prendre les choses en main. Le 22 janvier 1935, huit mois après la prise du pouvoir par Kimon Georgiev, le tsar charge le général Pentcho Zlatev de « chasser les républicains » et de former un nouveau gouvernement. Boris, qui est jusqu'alors resté effacé de la vie politique du pays, prend lui-même les rênes du pouvoir.

### L’instauration de la dictature royale
Boris garde, dans un premier temps, les bases instaurées par le gouvernement de Georgiev. Le nouveau gouvernement est désormais composé de trois généraux, de trois membres des principaux partis interdits (agrariens, démocrates et sgovor, « entente ») et de trois civils.
Le tsar écarte progressivement les militaires du pouvoir, renforce son pouvoir personnel et instaure une monarchie absolue. Ce nouveau régime, le tsar le définit comme transitoire avec la dictature du Zveno et le retour au régime parlementaire classique.
À l'automne 1936, la liberté de la presse et le droit de réunion politique sont rétablis, mais les partis restent interdits. Aux élections municipales de 1937, il donne le droit de vote aux femmes mariées avec enfants. En 1938, l'Assemblée nationale est enfin réhabilitée et des élections législatives ont lieu. Même si l’Assemblée n'a pas de pouvoirs réels, Boris tient compte des tendances. Ainsi en novembre 1938, les députés refusent la confiance au gouvernement du Premier ministre Georgi Kiosseivanov, et ce dernier est obligé de remanier son cabinet.

## Une politique étrangère insolite

### Un rapprochement avec l'Allemagne nazie
Par le traité de Neuilly, l'armée bulgare est réduite et, à de nombreuses reprises, le gouvernement demande la fin des limitations dans le domaine militaire. En 1935, une occasion favorable se présente enfin lorsque la Turquie, pour protéger ses détroits, renforce militairement la Thrace occidentale. L'équilibre des forces de la région étant rompu, la Bulgarie prétexte vouloir se défendre d'une éventuelle attaque et les Grandes puissances acceptent. La Bulgarie se tourne alors vers la France, le Royaume-Uni et l'Allemagne pour renouveler son armement, mais seule cette dernière répond favorablement en proposant des offres intéressantes. Tout en acceptant, Boris, méfiant, se garde bien de signer un quelconque engagement militaire avec l'Allemagne.
Commercialement, la Bulgarie est devenue quasi-dépendante de l'Allemagne nazie. Cette dernière, cherchant un pays pouvant l'approvisionner en ressources alimentaires, voit en la Bulgarie une sorte de garde-manger. Dès lors, d'importants échanges commerciaux s'effectuent entre les deux pays : en 1939, 70 % des exportations bulgares sont à destination de l'Allemagne, contre seulement 3 % vers le Royaume-Uni et 1 % vers la France. Malgré la prospérité croissante de la population, Boris craint de voir la Bulgarie passer sous l'hégémonie complète de l'Allemagne. Il se tourne alors vers les démocraties occidentales.

### Le roi diplomate
Depuis 1935, Boris et Georgi Kiosseivanov s'efforcent de nouer de bonnes relations avec les démocraties occidentales. Le tsar se rend ainsi de nombreuses fois en France et en Angleterre pour tenter de décrocher, en vain, des contrats commerciaux. Lors d'un de ces voyages en Angleterre en août 1938, il propose son aide à Neville Chamberlain au sujet de la crise des Sudètes ; Boris sait qu'Adolf Hitler éprouve de la sympathie pour lui et pourrait jouer un rôle intermédiaire dans l'affaire. Le tsar se rend alors en Allemagne où il a une entrevue secrète avec le Führer. Après cet entretien, il écrit à Chamberlain en le conseillant de prendre un contact direct avec Hitler et de lui céder les Sudètes,.
Boris n'est pas, pour autant, un homme facilement manipulable. En 1935, lorsque l'Italie subit des sanctions économiques de la part de la SDN, à la suite de l'invasion de l'Éthiopie, Boris n'hésite pas à soutenir cette décision. Mussolini lui rappelle alors que des liens de famille l'unissent à la dynastie italienne. Boris lui répond alors : « Je ne veux pas qu'on fasse de la politique en se servant de mes sentiments envers mes beaux-parents ».
Quant à ses relations diplomatiques avec les pays balkaniques, elles sont plutôt tendues. La Bulgarie a toujours refusé d'entrer dans l'« Entente balkanique » ; ce pacte regroupant la Roumanie, la Yougoslavie, la Turquie et la Grèce, semble être créé dans le but d'étouffer l’irrédentisme bulgare. En adhérant à cette entente, la Bulgarie serait contrainte d'accepter un statu quo lui faisant renoncer de facto à ses revendications territoriales sur ses voisins. Son refus alimente la méfiance de ces pays à son égard. Paradoxalement, un pacte d'amitié entre la Bulgarie et la Yougoslavie est signé le 24 janvier 1937[réf. nécessaire].
Bien qu'étant pacifiste, Boris III est persuadé que l'irrédentisme bulgare peut être réglé par la voie diplomatique. Cette voie est nettement favorisée par Adolf Hitler et la Seconde Guerre mondiale.

### Une position «neutre»
Aux premières heures de la Seconde Guerre mondiale, l'opinion publique bulgare balance entre le soutien à l'Allemagne qui promet de restituer les territoires perdus lors des précédentes guerres, et une sympathie pour le camp opposé aux puissances de l'Axe. Boris III déclare en 1940 : « Mes généraux sont germanophiles, mes diplomates anglophiles ; la reine est italophile et mon peuple russophile. Je suis seul neutre en Bulgarie ».
En février 1940, les succès d'Adolf Hitler obligent Boris à remplacer son Premier ministre pro-occidental par Bogdan Filov, un germanophile notoire. Ce dernier, après une visite le 22 juillet 1940 auprès d'Hitler, annonce à Boris que la Roumanie est encline à leur rendre la Dobroudja. Ainsi, après des négociations, la Dobroudja du Sud est restituée à la Bulgarie le 7 septembre 1940 par les accords de Craiova. Boris envoie alors des remerciements à Adolf Hitler et Mussolini, mais également à l'Union soviétique et l'Angleterre.
En octobre 1940, Mussolini invite Boris III à participer avec lui à l'invasion de la Grèce, permettant ainsi à la Bulgarie d'avoir accès à la mer Égée. Cependant, Boris refuse amicalement l'invitation. De même, malgré sa pression sur le tsar, Hitler ne parvient pas, le 17 novembre 1940, à faire adhérer la Bulgarie au Pacte tripartite. Boris souhaite par tous les moyens rester neutre et, à l'invitation du Führer, il répond « pas maintenant ». Cette attitude lui vaut le surnom de « renard rusé » de la part d'Hitler.
Inquiet de cette visite chez Hitler, l'Union soviétique propose le 19 novembre à Boris, un pacte bilatéral que le tsar refuse. Alarmé par cette nouvelle, les nazis lui réitèrent le Pacte tripartite le 21 novembre, suivi le 25 novembre par l'URSS, mais Boris souhaite gagner du temps et refuse amicalement toute proposition.

## Un drôle d'allié

### Le nouvel allié de l'Allemagne nazie

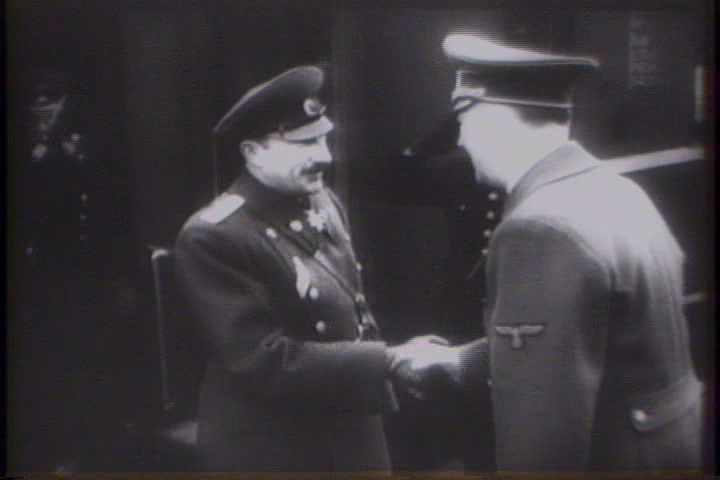
Boris III (à gauche) en compagnie d'Adolf Hitler en 1943.

En janvier 1941, Adolf Hitler vient aider Mussolini après la débâcle de son armée en Grèce. Les troupes allemandes doivent passer par la Roumanie puis, de gré ou de force, par la Bulgarie. Boris est alors obligé de rejoindre le Pacte tripartite. Bogdan Filov signe l'adhésion le 1er mars 1941 et, le même jour, l'armée allemande pénètre sur le territoire bulgare.
Si Boris refuse de participer aux opérations militaires, les Allemands invitent, les 19 et 20 avril, les troupes bulgares à occuper à leur tour les territoires déjà conquis de la Thrace et de la Macédoine. L'Allemagne, tout en réglant le problème de l'irrédentisme, octroie à la Bulgarie le rôle d'administrateur d'une grande partie des Balkans. Les Bulgares surnomment alors Boris « Le Réunificateur » (Цар Обединител). Cependant, il n'est pas disposé à envoyer des troupes pour combattre l'Union soviétique, bien que dans cette guerre, les destins de la Bulgarie et de l'Europe doivent être décidés. Non seulement il n'envoie pas de troupes régulières pour le Front de l'Est, mais refuse de permettre à une légion de bénévoles de le faire, bien que la légation allemande à Sofia ait reçu 1 500 demandes de jeunes bulgares voulant lutter contre le bolchevisme.
Le 13 décembre 1941, la Bulgarie déclare, symboliquement, la guerre à l'Angleterre et aux États-Unis, avec lesquels les risques d'affrontements militaires, compte tenu de la géographie, sont improbables.

### Les juifs de Bulgarie
Le 29 décembre 1940, le gouvernement crée les Brannik, une organisation de jeunesse inspirée des Hitlerjugend. Quatre jours auparavant, l'Assemblée nationale votait la « Loi sur la Sauvegarde de la nation », première mesure antisémite, touchant près de 50 000 juifs. Cette loi fait rapidement réagir la population qui s'y oppose ; jusque dans les années 1940, l'antisémitisme n'existe pas en Bulgarie. La loi est cependant appliquée le 13 janvier 1941.
En juillet 1942, Hitler demande au gouvernement bulgare de régler la « question juive ». Celui-ci crée, le 26 août 1942, un commissariat aux affaires juives chargé, dans un premier temps, d'appliquer les restrictions : couvre-feu obligatoire, assignation à résidence, rations alimentaires réduites, port de l'étoile jaune ; puis dans un deuxième temps, d'organiser la déportation vers les camps. Pour cela, le gouvernement nazi envoie un expert, le SS Theodor Dannecker.
Ce dernier se lance dans la déportation des 11 363 juifs habitant les territoires occupés par les Bulgares en Thrace et Macédoine. Puis, une fois la tâche terminée, il se lance contre ceux de Bulgarie. La population, indignée, proteste vigoureusement. De nombreuses personnalités se mobilisent telles que le vice-président du Parlement Dimităr Pešev et le métropolite Stéphane de Sofia qui symbolisent le mouvement. Boris cède une première fois.
En mai 1943, le gouvernement projette une deuxième tentative de déportation. La population s’y oppose une fois de plus et une grande manifestation est organisée, rassemblant près de dix mille personnes devant le palais du tsar. Boris, en phase avec le sentiment populaire, assume la non-déportation des juifs, prétextant au Führer furieux « le grand besoin de « ses » juifs pour l'entretien des rues ». Les juifs de Bulgarie échappent ainsi aux camps de concentration[réf. nécessaire].

### Une mort inopinée et mystérieuse

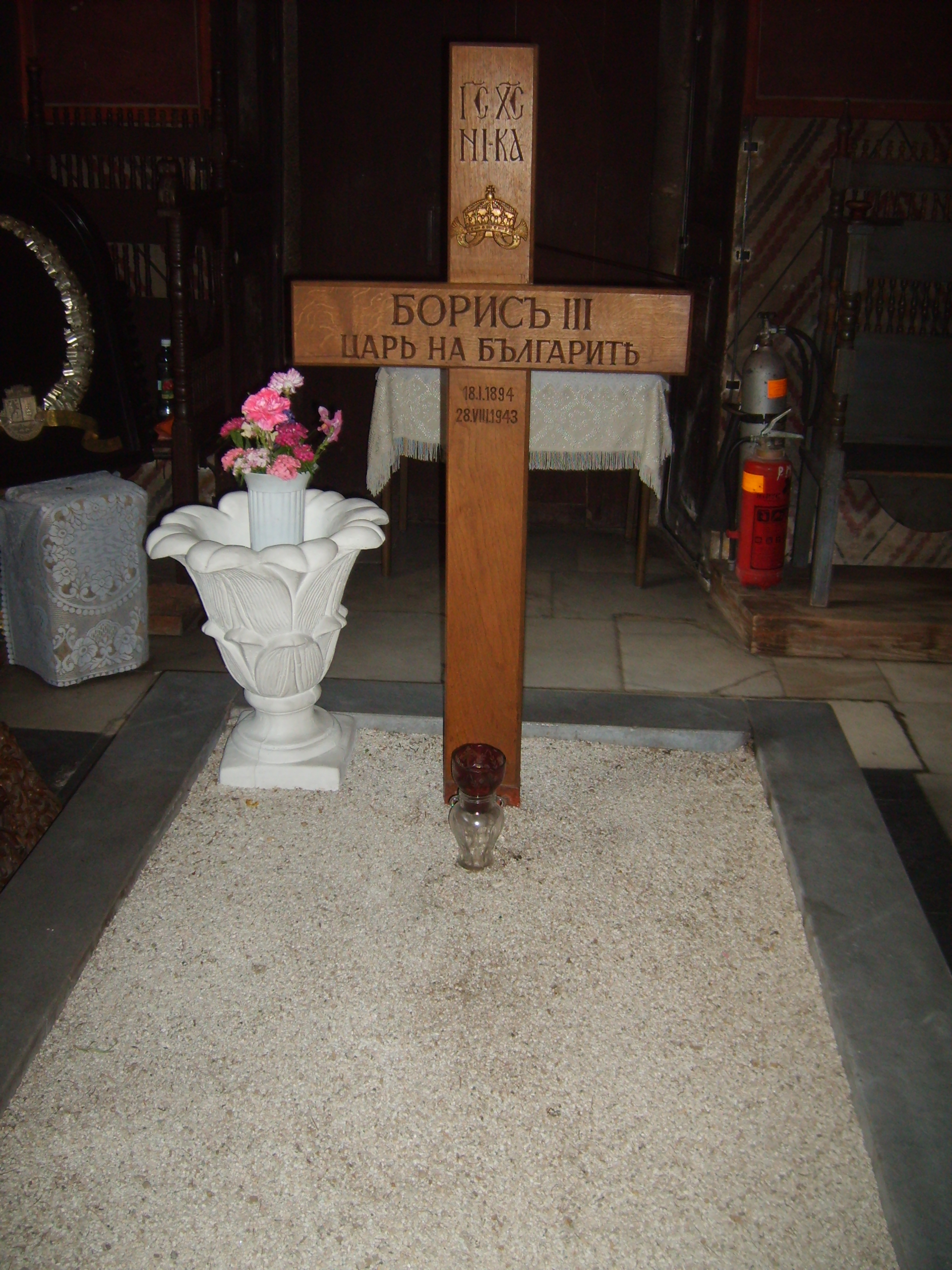
La tombe du roi Boris III, à Rila.

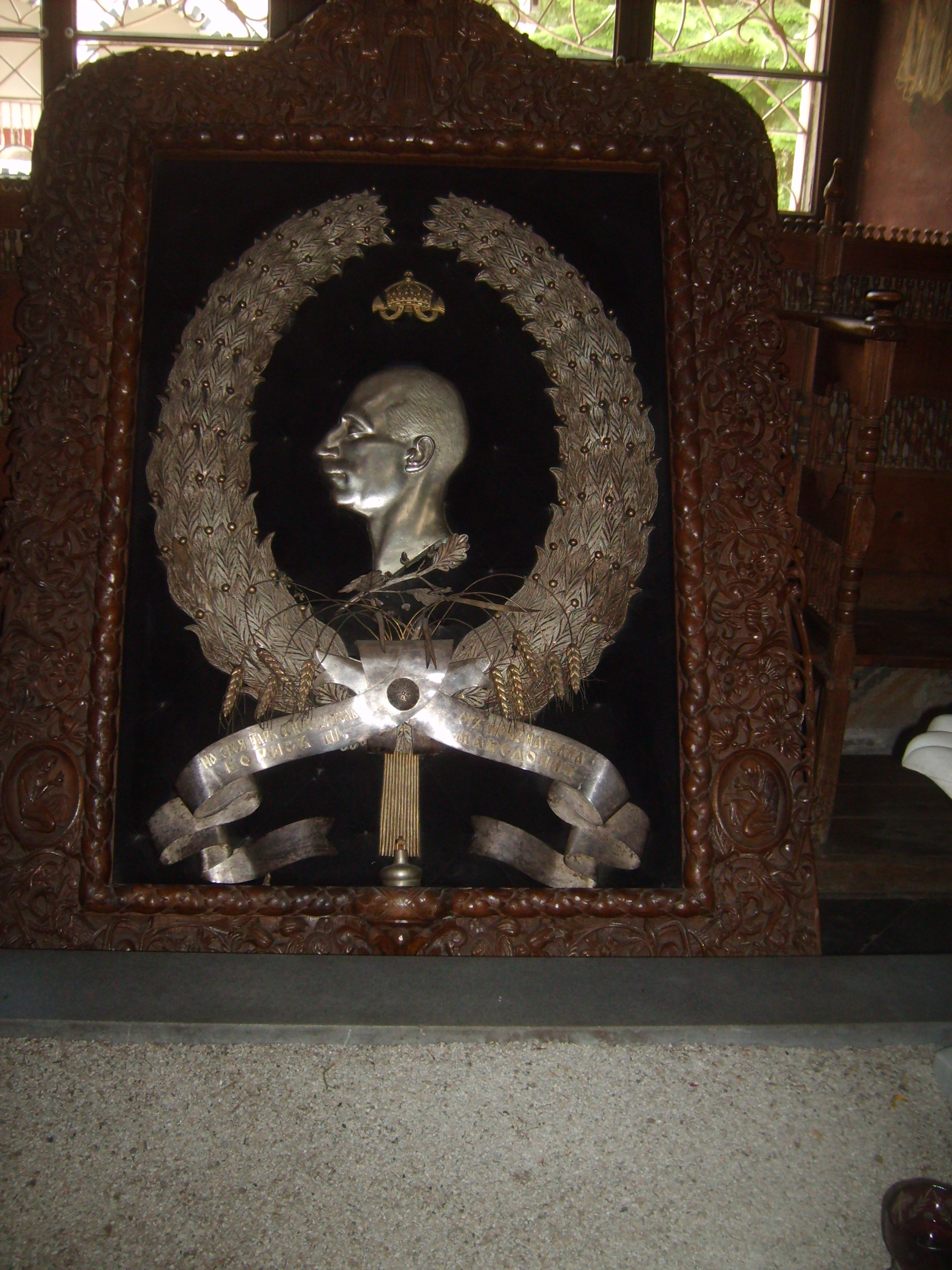
Sculpture sur bois faite par des habitants du village de Osoi, région de Debar, portant l'inscription : Pour son roi Boris III Libérateur, la Macédoine reconnaissante. Elle est placée du côté gauche de la tombe, à Rila.

En 1943, la guerre aborde un tournant décisif avec la bataille de Stalingrad, le vent commence à tourner pour l'Allemagne. Boris s'en rend compte et, souhaitant éviter la même erreur que son père vingt-cinq ans plus tôt, contacte en secret des diplomates américains,.
Adolf Hitler, au courant de ces rumeurs, le convoque le 14 août 1943 dans son quartier général sur le front de l'Est, situé près de Rastenbourg en Prusse-Orientale. La rencontre est des plus houleuses : le chancelier lui rappelle tout ce qu'il doit à l'Allemagne, sans qu'en retour rien n'ait encore eu lieu. Il est vrai que, depuis le début de la guerre, la Bulgarie n'a pas beaucoup participé au conflit. Son unique aide fut l'envoi en octobre 1941 d'un convoi sanitaire sur le front de l'Est.
Il ordonne donc à Boris d'engager ses troupes dans un nouveau front au sud-ouest, dans l'espoir d'une dispersion des efforts soviétiques. Le roi refuse et sort du bureau, trois quarts d'heure plus tard, totalement abattu. Il regagne, le lendemain, Sofia grâce à un avion allemand. Neuf jours après cette entrevue, le 23 août, alors qu'il ne présentait jusque-là aucun symptôme de maladie, Boris est subitement pris de violents vomissements et succombe le 28 août 1943, à l'âge de quarante-neuf ans.
Ce décès « opportun » reste aujourd'hui encore très controversé. Certains n'hésitent pas à accuser les services secrets allemands d'avoir fait empoisonner le souverain récalcitrant, dans l'avion qui le ramenait en Bulgarie.
Même son frère, le prince Cyrille, déclare lors de son pseudo-procès en 1945 (accusé par les communistes de collaboration et de trahison) que Boris aurait été empoisonné lors de son retour en avion le 14 août ; le pilote aurait alors effectué un vol à très haute altitude, forçant le souverain à inhaler un poison toxique contenu dans le masque à gaz.
Cependant, l'autopsie de l'époque indique que Boris III, atteint d'une thrombose de l'artère coronaire gauche, est mort des suites d'une attaque cardiaque due au stress qu'il endurait ces derniers temps.
Une sculpture sur bois est placée sur le côté gauche de sa tombe dans le monastère de Rila, effectué le 10 octobre 1943 par les habitants du village de Osoi, région de Debar. La sculpture sur bois porte l'inscription suivante : 

« Pour son roi Boris III Libérateur, la Macédoine reconnaissante[réf. nécessaire]. »

### La Bulgarie après son décès

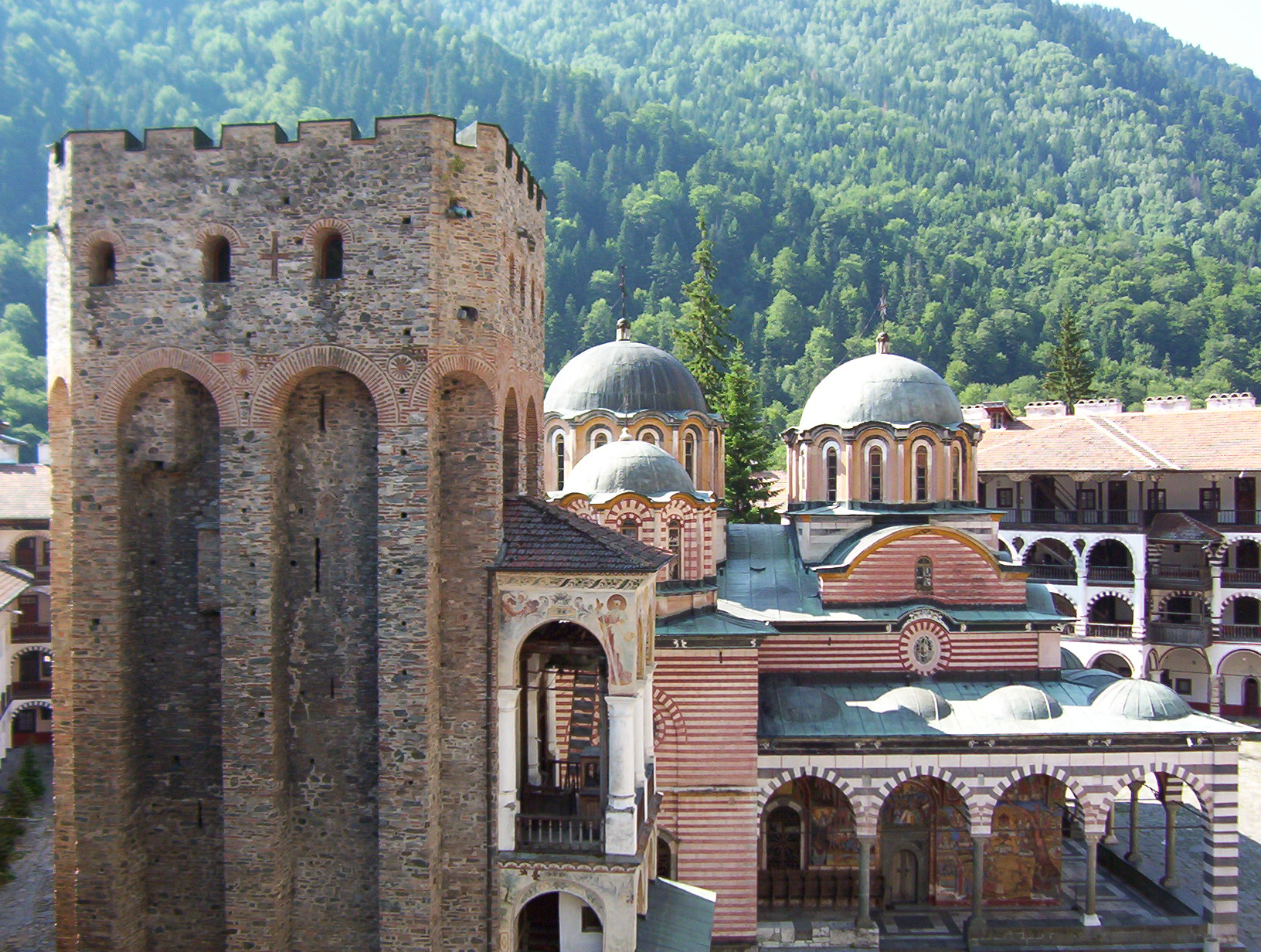
Monastère de Rila où est inhumé Boris III.

La disparition soudaine du tsar amène sur le trône son fils âgé de six ans, Siméon II, placé sous la régence de son oncle, frère cadet du défunt tsar, le prince Cyrille de Bulgarie. Cependant, la Bulgarie est rapidement investie par les communistes et, le 11 septembre 1944, l'armistice est signé avec l'Union soviétique.
Deux jours auparavant, une insurrection a amené au pouvoir le Front de la Patrie, une coalition dominée par les communistes et le Zveno. Ce nouveau gouvernement, dirigé par l'ancien Premier ministre républicain Kimon Georgiev, organise une épuration sauvage où près de 16 000 personnes sont exécutées sans procès. Puis, en octobre 1944, débute une série de procès au terme desquels sont prononcées 2 730 condamnations à mort. Parmi ces exécutions figurent de nombreux notables tels que les trois régents, 22 anciens ministres, 67 députés, 8 conseillers du roi et 47 officiers supérieurs. Ces épurations effectuées, le gouvernement peut enfin s'attaquer à la famille royale.
Ainsi, le 24 avril 1946, les autorités provoquent volontairement la famille royale en exhumant le corps de Boris III du monastère de Rila en le transportant dans un endroit secret. Puis, le 8 septembre 1946, elles s'en prennent directement à la monarchie, en organisant un référendum truqué qui l'abolit et force toute la famille royale à s’exiler, d'abord en Égypte puis en Espagne.
Cependant, malgré tous les efforts employés par les communistes pour dénigrer le tsar, la population bulgare a toujours gardé une image positive de Boris III[réf. nécessaire]. Après la chute du communisme, la tombe de Boris III a été retrouvée dans les jardins du palais de Vrana et, en août 1993, à l'occasion du cinquantenaire de son décès, son cœur a été ramené au monastère de Rila où il est de nouveau conservé.

## Titres et honneurs

### Titulature
- 30 janvier 1894 – 3 octobre 1918 : Son Altesse Royale le prince de Tarnovo ;
- 3 octobre 1918 – 28 août 1943 : Sa Majesté le roi des Bulgares.

### Décorations nationales
- Chevalier souverain grand-croix avec collier de l'ordre des Saints-Cyrille-et-Méthode
- Chevalier souverain grand-croix avec collier de l’ordre de Saint-Alexandre
- Chevalier souverain grand-croix de l’ordre de La Bravoure.
- Chevalier souverain grand-croix de l’ordre du Mérite
- Chevalier souverain grand-croix de l’ordre du Mérite Civil

### Décorations étrangères
- Grand cordon de l'ordre de Léopold  Belgique
- Grand-croix de la Légion d'honneur  France
- Grand-croix de la croix de fer nazie  Reich allemand
- Chevalier de l'ordre impérial et royal de l'aigle noir  Empire allemand
- Chevalier grand-croix de l'ordre de l'Aigle rouge  Empire allemand
- Pour le Mérite (militaire), 26 octobre 1916  Empire allemand
- Chevalier avec collier de l'ordre royal de Saint-Hubert Bavière
- Chevalier grand-croix de l'ordre de la Maison ernestine de Saxe, 1908
- Chevalier grand-croix de l'ordre royal hongrois de Saint-Étienne, 1912  Royaume de Hongrie
- Chevalier grand-croix avec couronne sacrée et collier de l'ordre du Mérite, 22 juin 1939  Royaume de Hongrie
- Chevalier avec collier de l'ordre suprême de la Très Sainte Annonciade, 2 février 1911  Italie
- Chevalier grand-croix de l'ordre sacré et militaire constantinien de Saint-Georges  Empire espagnol
- Chevalier grand-roix de l'ordre du prince Danilo I, 1910  Monténégro
- Chevalier de l'ordre de l'Aigle blanc  Pologne
- Chevalier grand-croix avec collier de l'ordre de Carol I  Roumanie
- Chevalier avec collier de l'ordre impérial de Saint-André, 1907  Empire russe
- Chevalier 1ère classe de l'ordre de Sainte-Anne  Empire russe
- Chevalier grand-croix de l'ordre royal de l'aigle  Géorgie
- Chevalier d'honneur de Yougoslavie  Yougoslavie
- Grand-croix de l'ordre royal de Victoria  Royaume-Uni
- Chevalier grand-croix de l'ordre de l'Étoile de Karađorđe

### Sur Boris III
- (en) Pashanko Dimitroff, King of Mercy : Boris III of Bulgaria, 1894-1943, Londres, Wexford and Barrow, 1993 (ISBN 1879593696).
- (en) Marlene A. Eilers Koenig, « A Bride for Boris », Royalty Digest,‎ juin 2005 (lire en ligne).
- (en) Stephan Groueff, Crown of Thorns : The Reign of King Boris III of Bulgaria 1918-1943, Lanham, Madison Books, 1998 (ISBN 1568331142).
- (bg) Albert Leverson, Tsar Boris III : Štrihi kăm portreta, Sofia, Ministère de la Défense « Saint-Georges le Victorieux », 1995, 535 p. (ISBN 9545091525).
- Constant Schaufelberger, La destinée tragique d'un roi : La vie et le règne de Boris III, Roi des Bulgares, Uppsala, Almquist & Wiksell, 1952, 232 p.

### Histoire de la Bulgarie
- Dimitrina Aslanian, Histoire de la Bulgarie de l'Antiquité à nos jours, Versailles, Trimontium, 2004, 1029 p. (ISBN 2951994613).
- (en) Marshall Lee Miller, Bulgaria during the Second World War, Stanford University Press, 1975 (ISBN 0-8047-0870-3).
- Abdil Bicer, « Pacte balkanique et le jeu des alliances de 1933 à 1939 d’après les attachés militaires français en poste en Turquie », Revue historique des armées, no 226,‎ 2002 (lire en ligne).
- B. Lory, La Bulgarie durant la Seconde Guerre mondiale
- (en) Markus Wien, « The Bulgarian monarchy : a politically motivated revision of a historical image in a post-socialist transitional society », dans Four empires and an enlargement : States, Societies and individuals : transfiguring perspectives and images of Central and Eastern Europe, Londres, School of Slavonic and East European Studies, 2008 (ISBN 9780903425803).

### Histoire des familles royales
- Cyrille Boulay, Légendes royales, Paris, 2000 (ISBN 2842281055).

### Encyclopédies
- (en) Frank M. Anderson et Amos S. Hershey, Handbook for the Diplomatic History of Europe, Asia, and Africa 1870-1914, Washington D.C., National Board for Historical Service, Government Printing Office, 1918.
- Jean Bérenger, Boris III, Encyclopédie Universalis
- Dominique et Michèle Frémy, Le Quid 2005, « Histoire de la Bulgarie » p. 1149, Robert Laffont, Malesherbes